# Instituto de Defesa Nacional (Osttimor)

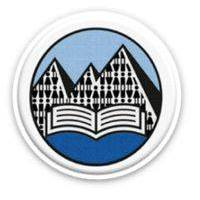
Instituto de Defesa Nacional

Das Instituto de Defesa Nacional IDN (deutsch Nationales Institut für Verteidigung) ist in Osttimor die Hochschule der Verteidigungskräfte Osttimors (F-FDTL) und Nationalpolizei Osttimors (PDTL).
Von 3. Mai 2012 bis 2023 war Kapitän zur See Pedro Klamar Fuik Leiter des Instituts. Interims-Direktor ist derzeit Fregattenkapitän Duarte Borges Loe.

## Funktion

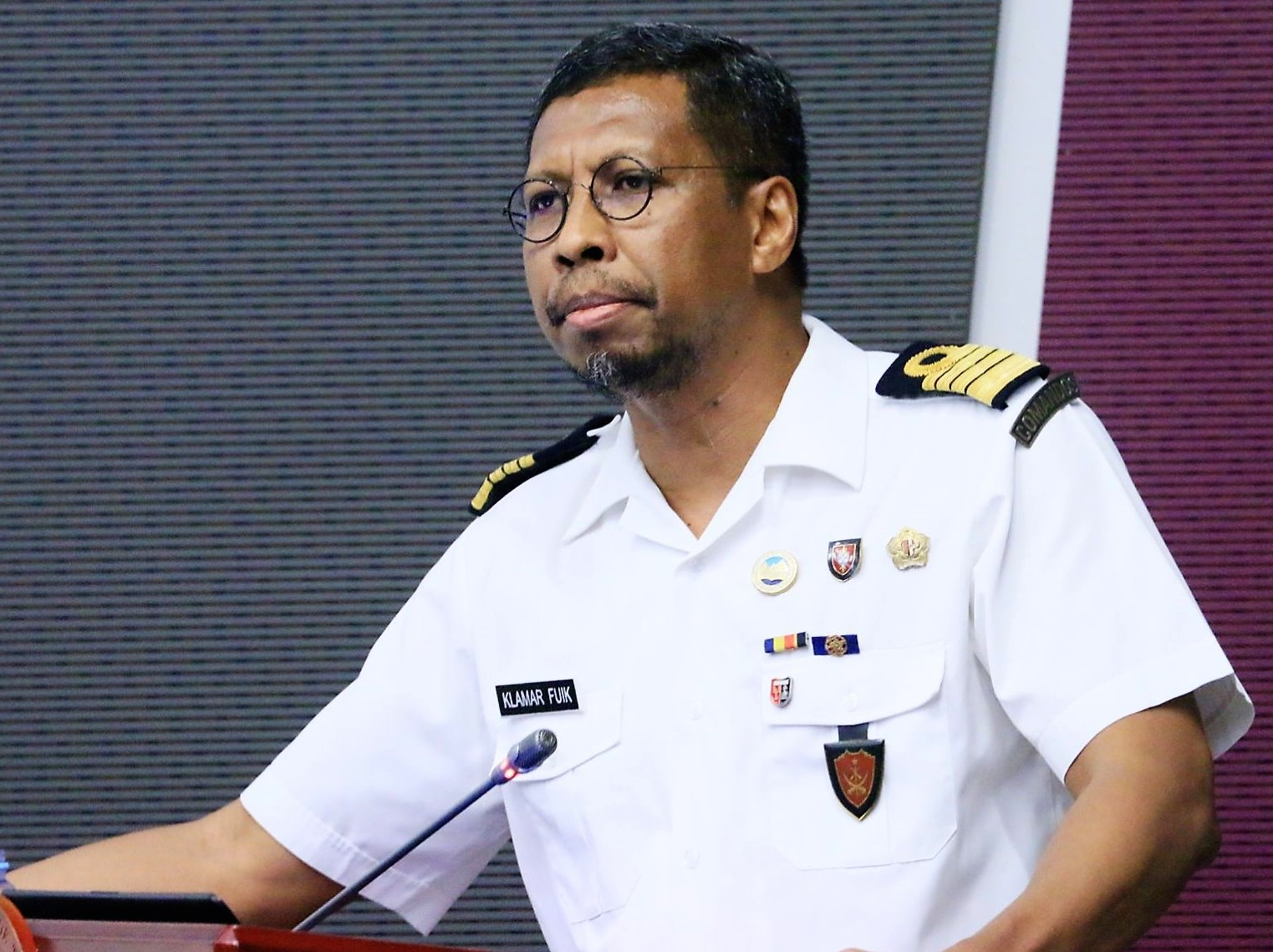
Pedro Klamar Fuik, der Leiter des IDN (2020)

Das Instituto de Defesa Nacional will zur Entwicklung des nationalen, strategischen Denkens beitragen. Dazu bietet es eine kulturelle, künstlerische, technologische und wissenschaftliche Ausbildung in Militär- und Polizeiwissenschaften an. Diese soll zur Wahrnehmung der Befehlsgewalt in den Sicherheitskräften dienen und bei gemeinsamen Einsätzen von Polizei und Armee oder bei internationalen Organisationen unterstützen. Akademisch und technisch ausgebildet werden auch leitende Techniker, Beamte der Nachrichtendienste und der Organe der öffentlichen Verwaltung sowie von privaten Einrichtungen.
Dazu gibt es auch Kurse neben den Studiengängen zur Erlangung eines Diploms, wie Beförderungs-, Qualifizierungs- und Fortbildungskurse und Praktika. Dazu betreibt das Instituto de Defesa Nacional Forschungen, fördert Debatten zu Fragen der Verteidigung und der nationalen Sicherheit und Wissenstransfer.
Das Instituto de Defesa Nacional will als nationaler Standard dienen, bezüglich Qualität und Exzellenz in den Bereichen Lehre, Studium, Forschung und Diskussion, mit dem Ziel der Aufwertung des Personals in den Streitkräften, der Polizei und den Diensten beitragen Ministerium für Verteidigung und Sicherheit sowie der öffentlichen Verwaltung. Es zielt auch darauf ab, ein nationales Bewusstsein für Verteidigung und Sicherheit zu schaffen, das durch seine Ausrichtung auf die Schaffung, Weitergabe und Verbreitung von Kultur, Wissen und Wissenschaft zur wirtschaftlichen und sozialen Entwicklung beitragen kann.
Zielvorgabe ist es beim Instituto de Defesa Nacional, dass Ausbilder und Studenten ein hohes intellektuelles Niveau erreichen und eine Vorliebe für Forschung und wissenschaftliche Arbeit erlernen. Zum Lernziel gehören auch menschliche Werte, ein nationales Bewusstsein und Pflichtbewusstsein gegenüber dem Wohlergehen und den Wohlstand der Gesellschaft. Es soll auch Verständnis, Harmonie und Solidarität zwischen Kulturen und Völkern fördern.

## Rechtliches
Das Instituto de Defesa Nacional wurde mit dem Gesetz 12/2010 (Decreto-Lei n.º 12/2010) am 26. August geschaffen. Dieses legt auch die Struktur, die Zuordnung und die Zuständigkeiten fest. Unterstellt ist das Institut dem jeweils im Regierungskabinett zuständigem Mitglied für Verteidigung, in der Regel also dem Verteidigungsminister. Gemäß dem Gesetz 12/2006 hat das Instituto de Defesa Nacional eigene Verwaltungs-, Finanz- und Eigentumsrechte.